# لوكاس أوليفيرا
لوكاس أوليفيرا هو لاعب كرة قدم برازيلي في مركز الهجوم، ولد في 27 يونيو 1995 في أنابوليس في البرازيل.

## وصلات خارجية
- لوكاس أوليفيرا على موقع قاعدة بيانات كرة القدم.إي يو (الإنجليزية)
- لوكاس أوليفيرا على موقع Soccerway.com (الإنجليزية)